# Prenton Park
Prenton Park is een stadion in de wijk Prenton van de Engelse stad Birkenhead. Het stadion wordt voornamelijk voor voetbal gebruikt. De Engelse club Tranmere Rovers speelt er zijn thuiswedstrijden. Het stadion biedt plaats aan 16.587 personen; alle plaatsen zijn zitplaatsen.
De hoofdtribune van het stadion stamt uit 1968. Om aan de eisen van de nieuwe Championsship te voldoen, werden op de andere drie zijden van het veld oude niet-overdekte zit- en statribunes in 1994 en 1995 vervangen door nieuwe overdekte zittribunes. Hiermee kreeg het stadion zijn huidige capaciteit.